# ジョゼフ・L・ドゥーブ
ジョゼフ・レオ・ドゥーブ （英語: Joseph Leo Doob, 1910年2月27日 - 2004年6月7日) はアメリカの数学者であり、専門は解析学と確率論。
確率論におけるマルチンゲール理論の確立で知られる。

## 経歴
1910年2月27日、オハイオ州シンシナティのユダヤ人家庭に生まれる。ドゥーブが三歳になる前に、家族はニューヨークへ引っ越す。 両親は小学校での成績不振を気にしてドゥーブを私立のエシカル・カルチャー・スクールに入学させ、彼は1926年にそこを卒業した。ドゥーブはハーバード大学に進学し、1930年に学士、1931年に修士、1932年にジョゼフ・ウォルシュの指導の下「Boundary Values of Analytic Functions」で博士号を取得する。そしてコロンビア大学とプリンストン大学で博士研究員として働いた後、1935年にイリノイ大学の数学科に異動、1959年の設立当初からアーバナキャンパスの高等研究センターのメンバーであり、1978年に定年退職するまでこの大学に務めた。
第二次世界大戦中、プリンストン高等研究所に在籍(1941年 - 1942年)していたとき、オズワルド・ヴェブレンから海軍の水雷戦に携わるよう打診され、1942年から1945年まで海軍の民間コンサルタントとしてワシントンD.C.とグアムで働いた。

## 業績
ドゥーブの学位論文は解析関数の境界値に関するものであった。彼はこの論文に基づいて2つの論文を発表し、1932年と1933年にアメリカ数学会論文集に掲載された(ドゥーブの研究の主は確率論に移っていくが、後にこの分野に戻り、調和関数に関するファトゥの境界極限定理の確率論的バージョンを証明した)。
当時、1929年の大恐慌は30年代に入ってもなお続いており、ドゥーブは仕事を見つけることができなかった。コロンビア大学のB.O.クープマンは、統計学者のハロルド・ホテリングが一緒に働ける助成金を有しているかもしれないと、ドゥーブに彼との共同研究を提案した。ホテリング側はそれを承諾し、結果として大恐慌がドゥーブを確率論へと導くきっかけとなった。
1933年、アンドレイ・コルモゴロフにより確率論に初めて公理的基礎がもたらされた。こうして、実生活的な経験とそれに基づく直感的な発想を用いて、非公理的に研究されていた確率的主題は公理化された測度論となった。ドゥーブは、確率の公理を用いることで、既存の確率論の成果を厳密に(公理的に)証明することが可能になったことに気が付き、更に測度論の道具を用いれば新たなる確率論の結果が導かれると考えた。
ドゥーブはジョージ・バーコフのエルゴード理論を確率論的に解釈し、大数の法則に関する定理を証明した。その後、これらの定理を用いて、分布のパラメータを推定するための方法である最尤推定に関して、ロナルド・フィッシャーとホテリングによって証明された定理群の厳密な証明を行った。
マルチンゲール理論、マルコフ過程、定常過程の考察を含む、確率と確率過程の基礎に関する一連の論文を書いた後、ドゥーブは様々な種類の確率過程について何が知られて何が知られていないかを示す本が必要であることを認識し、『確率過程（英: Stochastic Processes）』という本を書いた。1953年に出版されてから、これは現代確率論の発展に極めて大きな影響をもたらす本となった。
また、引退したドゥーブは800ページを超える『古典的ポテンシャル理論とその確率的対応（英: Classical Potential Theory and Its Probabilistic Counterpart）』を1984年に物した。本書の前半は古典的ポテンシャル理論、後半は確率論、特にマルチンゲール理論を扱っている。この本を書くことで、ドゥーブは好んで扱った2つのテーマ、マルチンゲール理論とポテンシャル理論が同じ数学的道具で研究できることを示した。
2004年にドゥーブが亡くなった後、ドゥーブに敬意を表して、3年ごとに優れた数学書に贈られるアメリカ数学会のジョセフ・L・ドゥーブ賞が2005年に設立された。加えて、イリノイ大学数学科のポスドクは、J.L.ドゥーブ研究助教授と命名された。

## 栄誉
- 数理統計学会会長（1950年）
- 米国科学アカデミー会員（1957年）
- アメリカ数学会会長（1963年 - 1964年）
- アメリカ芸術科学アカデミー会員（1965年）
- フランス科学アカデミー会員（1975年）
- アメリカ国家科学賞[4]（1979年）
- スティール賞（1984年）

## 著作
本
- (1953). Stochastic Processes. John Wiley & Sons. ISBN 0-471-52369-0[5]
- (1984). Classical Potential Theory and Its Probabilistic Counterpart. Berlin Heidelberg New York: Springer-Verlag. ISBN 3-540-41206-9[6]
- (1993). Measure Theory. Berlin Heidelberg New York: Springer-Verlag[7]

論文
- ジョゼフ・L・ドゥーブ (1934年6月1日), “Stochastic Processes and Statistics” (英語), 米国科学アカデミー紀要 20 (6):  376-379, Bibcode: 1934PNAS...20..376D, doi:10.1073/PNAS.20.6.376, ISSN 0027-8424, PMC 1076423, PMID 16587907, Wikidata Q33740310
- J. L. Doob (1934). “Probability and statistics”. Transactions of the American Mathematical Society (American Mathematical Society) 36 (4):  759–775. doi:10.2307/1989822. JSTOR 1989822.
- Doob, J.L. (1957). “Conditional brownian motion and the boundary limits of harmonic functions”. Bulletin de la Société Mathématique de France 85:  431–458. doi:10.24033/bsmf.1494.
- Doob, J.L. (1959). “A non probabilistic proof of the relative Fatou theorem”. Annales de l'Institut Fourier 9:  293–300. doi:10.5802/aif.93.
- Doob, J.L. (1962). “Boundary properties of functions with finite Dirichlet integrals”. Annales de l'Institut Fourier 12:  573–621. doi:10.5802/aif.126.
- Doob, J.L. (1963). “Limites angulaires et limites fines”. Annales de l'Institut Fourier 13 (2):  395–415. doi:10.5802/aif.152.
- Doob, J.L. (1965). “Some classical function theory theorems and their modern versions”. Annales de l'Institut Fourier 15 (1):  113–135. doi:10.5802/aif.200.
- Doob, J.L. (1967). “Erratum: Some classical function theory theorems and their modern versions”. Annales de l'Institut Fourier 17 (1):  469. doi:10.5802/aif.264.
- Doob, J.L. (1973). “Boundary approach filters for analytic functions”. Annales de l'Institut Fourier 23 (3):  187–213. doi:10.5802/aif.476.
- Doob, J.L. (1975). “Stochastic process measurability conditions”. Annales de l'Institut Fourier 25 (3–4):  163–176. doi:10.5802/aif.577.